# Wally Adeyemo

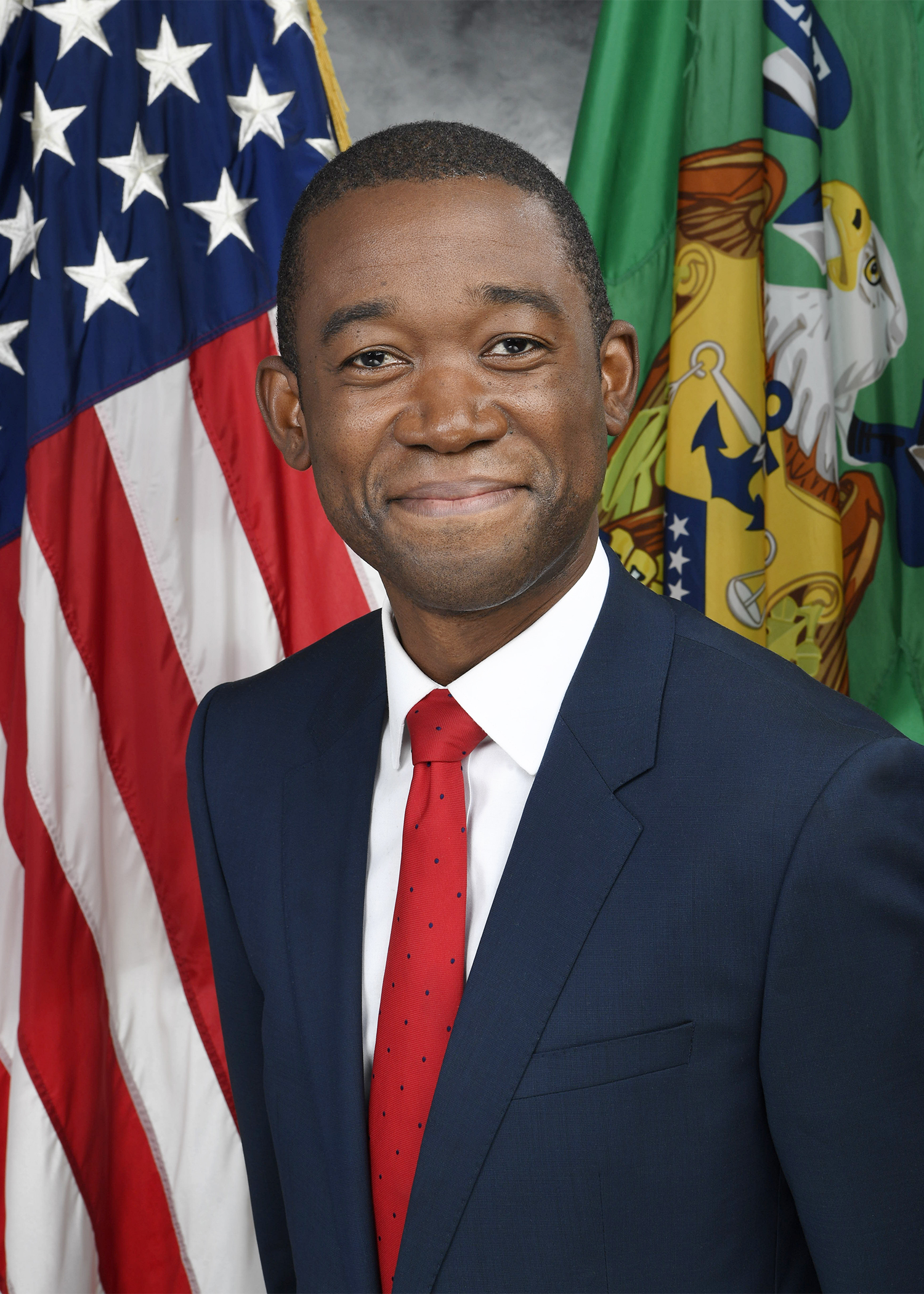
Wally Adeyemo (2021)

Adewale O. „Wally“ Adeyemo (* 20. Mai 1981 in Ibadan, Nigeria) ist ein US-amerikanischer Jurist und Regierungsbeamter. Er war bis zum 25. März 2021 der erste Präsident der Obama Foundation und ist seither unter Präsident Joe Biden und Finanzministerin Janet Yellen stellvertretender Finanzminister (Deputy Secretary of the Treasury) der Vereinigten Staaten.

## Leben
Wally Adeyemos Eltern waren kurz nach seiner Geburt aus Nigeria in die Vereinigten Staaten eingewandert, um ihm und seinen Geschwistern ein besseres Leben zu ermöglichen. Nach dem Schulbesuch in Kalifornien schrieb er sich an der University of California in Berkeley ein und erhielt dort einen Bachelor of Arts. Anschließend erwarb er den Juris Doctor an der Yale Law School.
Danach trat Adeyemo in die Dienste der Obama-Regierung. Er fungierte als Chefberater von Präsident Obama für den Bereich Internationale Wirtschaft, als stellvertretender Nationaler Sicherheitsberater, stellvertretender Direktor des National Economic Council und erster Stabschef des neu geschaffenen Consumer Financial Protection Bureau. Außerdem war er als Chefberater und stellvertretender Stabschef im Finanzministerium tätig.
Mit der Gründung der Obama Foundation im Jahr 2014 übernahm Wally Adeyemo die Präsidentschaft dieser gemeinnützigen Organisation. Im November 2020 nominierte ihn der gewählte Präsident Joe Biden als künftigen stellvertretenden US-Finanzminister und damit als Stellvertreter von Janet Yellen. Am 25. März 2021 bestätigte der Senat der Vereinigten Staaten die Ernennung. Am folgenden Tag legte er seinen Amtseid ab. Adeyemo ist der erste Afroamerikaner in dieser Position.